# Filozofia psihologiei
Filosofia psihologiei este ramura filozofiei științei care studiază problemele filosofice ridicate de psihologie.

## Direcții principale

### Functionalism
Funcționalismul tratează psihicul ca fiind derivat din activitatea stimulilor externi, lipsit de autonomia sa esențială, negând liberul arbitru, ceea ce a influențat mai târziu behaviorismul; unul dintre fondatorii funcționalismului a fost James, apropiat, de asemenea, de pragmatism, unde acțiunea umană devine mai importantă decât întrebările și îndoielile despre esența lumii și a omului însuși.

### Psihanaliză
Doctrina lui Freud a fost de a oferi eului uman o mai mare libertate față de dorințele instinctive și iraționale într-un dialog cu un psiholog bazat pe analiza inconștientului. Ulterior, mișcarea psihanalitică s-a divizat, o parte a acesteia tratând psihanaliza ca pe o practică de lucru cu arhetipurile, o altă parte criticând limitările sociale ale inconștientului, iar mai târziu a apărut psihanaliza structurală a lui Lacan, care interpretează inconștientul ca limbaj.

### Psihologia fenomenologică
Edmund Husserl a respins fizicalismul celor mai multe dintre învățăturile psihologice ale timpului său și a început să înțeleagă conștiința ca fiind singura realitate accesibilă unei cunoașteri fiabile. Discipolul său, Heidegger, a adăugat la aceasta afirmarea finitudinii fundamentale a omului și amenințarea pierderii autenticității într-o lume tehnică, punând astfel bazele psihologiei existențiale.

### Structuralism
Creatorul universal recunoscut al psihologiei ca știință, W. Wundt a descris structurile primordiale ale psihicului care determină percepția și comportamentul, dar s-a confruntat cu problema imposibilității accesului direct la aceste structuri și a neclarității descrierii lor. Jumătate de secol mai târziu, ideile sale, combinate cu semiotica lui Sossur, au influențat puternic curentul general umanist al structuralismului, precum și post-structuralismul și postmodernismul care au apărut din acesta, în care structurile au fost tratate ca invariante lingvistice.